# Fontaine Sainte-Croix-des-Pelletiers
La fontaine Sainte-Croix-des-Pelletiers est une fontaine située à Rouen, en France.

## Localisation
La fontaine Sainte-Croix-des-Pelletiers est située dans le département français de la Seine-Maritime, dans la commune de Rouen, rue Sainte-Croix-des-Pelletiers.

## Historique
La fontaine est classée au titre des monuments historiques en 1943.